# سبزقبای اروپایی

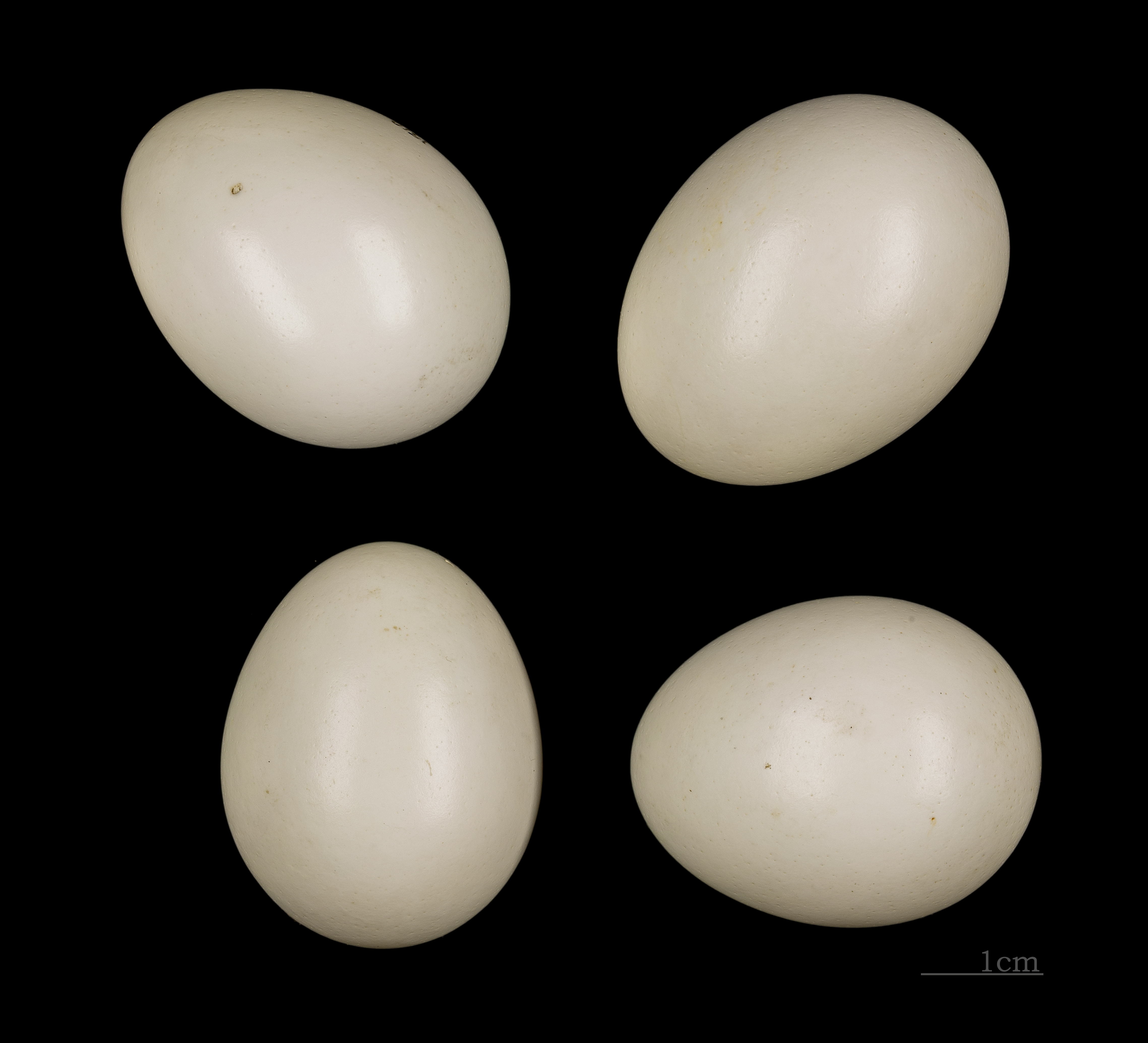
تخم‌های سبزِقبا

سبزِقبای اروپایی گونه‌ای پرندۀ مهاجر از تیرۀ سبزقبایان است که دارای پرهای سبز درخشان با جلای آبی و دم نسبتاً طویل و تیره است. این نوع سبزِقبا، در ایران هم زندگی می‌کند. رنگ بدن سبزقباها به تغذیۀ آن‌ها کمک می‌کند. زیرا حشره‌ها جذب این رنگ‌ها می‌شوند و شکار آن‌ها آسان‌تر می‌شود. بخشی از پرهای سبزقباها همیشه آبی است. شاید دلیل این نوع نام‌گذاری آن باشد که در برخی مناطق ایران، به رنگ سبز، آبی و به رنگ آبی، سبز می گویند.

## ویژگی‌های ریخت‌شناسی
طول بدن این پرنده ۳۰ سانتی‌متر است. سبزقبا بدنی به رنگ آبی لاجوردی کم‌رنگ و پشتی بلوطی رنگ دارد. بال‌های آن آبی است که حاشیۀ سیاه آن در هنگام پرواز دیده می‌شود. دم این پرنده نسبتاً بلند و در انتها چهارگوش است. منقارش کلفت و نسبتاً بزرگ است که در انتها اندکی قلاب‌مانند است.

## پراکندگی و زیستگاه
سبزقبای اروپایی در قاره‌های آفریقا، آسیا و اروپا زندگی می‌کند، سبزقبای اروپایی در آسیا در کشورهای اسرائیل، فلسطین، لبنان، ترکیه، ایران، عراق، پاکستان، ترکمنستان، ازبکستان، قزاقستان، قرقیزستان، تاجیکستان، مغولستان، چین، روسیه، آذربایجان، ارمنستان و گرجستان زیست می‌کند. در مناطقی دیگر مانند جنوب آفریقا، مناطقی از شرق آفریقا و گاهی به طور اتفاقی در مناطقی از غرب آفریقا دیده شده است. در اروپا هم در شرق و مناطقی از غرب آن دیده شده است. سبزقبای اروپایی مناطق سرد را ترجیح می‌دهد و در ایران در مناطق سرد و شمالی دیده می‌شود.

## تغذیه
سبزقبا از حشره‌ها و جانوران کوچک زمینی، مانند مارمولک تغذیه می‌کند.